# Hong Chieng Hun
Hong Chieng Hun (* 1978 in Perlis) ist ein malaysischer Badmintonspieler. 

## Karriere
Hong Chieng Hun wurde bei den Myanmar International 1999 Zweiter und bei den Singapur International 1999 Dritter. Ein Jahr später war er bei den Polish International 2000 erfolgreich. Vordere Plätze belegte er in der Folgezeit auch bei den Malaysia International, den India International, den Vietnam International und dem Smiling Fish.